# Snooker-Saison 2006/07
Die Snooker-Saison 2006/07 war eine Serie von Snooker-Turnieren, die zur Main Tour zählen. Wie in der Vorsaison bestand die Tour aus zehn Turnieren. Neben dem Pot Black Cup und dem Masters als Einladungsturniere und der Irish Professional Championship als Non-ranking-Turnier gab es in dieser Spielzeit bei sieben Wettbewerben neben dem Titel und dem Preisgeld auch Weltranglistenpunkte zu gewinnen.
Die Northern Ireland Trophy, im Jahr davor nur ein Einladungsturnier, wurde in den Rang eines Weltranglistenturniers erhoben. Das Turnier eröffnete am 13. August 2006 auch die Saison, die am 7. Mai 2007 traditionell mit dem Weltmeisterschaftsfinale abgeschlossen wurde.
Die Preisgeldsumme bei den Turnieren auf der Tour stieg um £400.000 auf insgesamt £3,26 Millionen.

## Saisonergebnisse
| Datum                             | Turnier                              | Austragungsort | Art                   | Sieger            | Finalist          | Ergebnis     |
| 13. August bis 20. August 2006    | Northern Ireland Trophy 2006         | Belfast        | Weltranglistenturnier | Ding Junhui       | Ronnie O’Sullivan | 9:6          |
| 2. September 2006                 | Pot Black 2006                       | London         | Einladungsturnier     | Mark J. Williams  | John Higgins      | 1:0 (119:13) |
| 9. Oktober bis 11. Oktober 2006   | Irish Professional Championship 2006 | Templeogue     | Non-ranking-Turnier   | Ken Doherty       | Michael Judge     | 9:4          |
| 21. Oktober bis 29. Oktober 2006  | Grand Prix 2006                      | Aberdeen       | Weltranglistenturnier | Neil Robertson    | Jamie Cope        | 9:5          |
| 4. Dezember bis 17. Dezember 2006 | UK Championship 2006                 | York           | Weltranglistenturnier | Peter Ebdon       | Stephen Hendry    | 10:6         |
| 14. Januar bis 21. Januar 2007    | Masters 2007                         | London         | Einladungsturnier     | Ronnie O’Sullivan | Ding Junhui       | 10:3         |
| 29. Januar bis 4. Februar 2007    | Malta Cup 2007                       | Portomaso      | Weltranglistenturnier | Shaun Murphy      | Ryan Day          | 9:4          |
| 12. Februar bis 18. Februar 2007  | Welsh Open 2007                      | Newport        | Weltranglistenturnier | Neil Robertson    | Andrew Higginson  | 9:8          |
| 25. März bis 1. April 2007        | China Open 2007                      | Peking         | Weltranglistenturnier | Graeme Dott       | Jamie Cope        | 9:5          |
| 21. April bis 7. Mai 2007         | Snookerweltmeisterschaft 2007        | Sheffield      | Weltranglistenturnier | John Higgins      | Mark Selby        | 18:13        |

## Weltrangliste
Die Snookerweltrangliste wird erst nach einer abgelaufenen Saison aktualisiert und berücksichtigt die Leistungen der vorangegangenen zwei Spielzeiten. Die folgende Tabelle zeigt die 32 bestplatzierten Spieler der Saison 2006/07, sie beruht also auf den Ergebnissen aus 2004/05 und 2005/06. In Klammern ist jeweils die Vorjahresplatzierung angegeben.
| Platz 1 – 8 | Platz 1 – 8           | Platz 9 – 16 | Platz 9 – 16          | Platz 17 – 24 | Platz 17 – 24       | Platz 25 – 32 | Platz 25 – 32       |
| ----------- | --------------------- | ------------ | --------------------- | ------------- | ------------------- | ------------- | ------------------- |
| 1           | Stephen Hendry (2)    | 9            | Stephen Maguire (3)   | 17            | Ryan Day (33)       | 25            | James Wattana (32)  |
| 2           | Ken Doherty (11)      | 10           | Stephen Lee (10)      | 18            | Joe Perry (14)      | 26            | Ian McCulloch (16)  |
| 3           | Ronnie O’Sullivan (1) | 11           | Steve Davis (15)      | 19            | Alan McManus (12)   | 27            | Ding Junhui (62)    |
| 4           | John Higgins (6)      | 12           | Barry Hawkins (30)    | 20            | Nigel Bond (27)     | 28            | Mark Selby (39)     |
| 5           | Shaun Murphy (21)     | 13           | Neil Robertson (28)   | 21            | Michael Holt (24)   | 29            | Mark King (20)      |
| 6           | Graeme Dott (13)      | 14           | Matthew Stevens (4)   | 22            | Marco Fu (25)       | 30            | Joe Swail (40)      |
| 7           | Peter Ebdon (7)       | 15           | Ali Carter (19)       | 23            | David Gray (23)     | 31            | Andy Hicks (31)     |
| 8           | Mark Williams (9)     | 16           | Anthony Hamilton (17) | 24            | Stuart Bingham (37) | 32            | Robert Milkins (26) |

## Qualifikation für die Main-Tour 2006/07
Neben den 64 bestplatzierten Spielern der Weltrangliste zum Abschluss der Saison 2005/06 wurden die übrigen 32 Startplätze wie folgt vergeben:
| Verbleib auf der Main-Tour über die Einjahreswertung 2005/06 - David Gilbert - Matthew Couch - Lee Spick - Judd Trump - Chris Norbury - Paul Wykes - Liang Wenbo - Alfie Burden Qualifikation über die Pontin’s International Open Series 2005/06 - Liu Song - Andrew Higginson - Ian Preece - Chris Melling - Mark Joyce - Paul Davison - Tian Pengfei - Lee Page | Qualifikation über Internationale Amateurmeisterschaften: - Mark Boyle (IBSF-Grand Prix) - Jeff Cundy (EBSA-Vize-Europameister) - Ben Woollaston (EBSA-U19-Europameister) - Roy Stolk (EBSA International Play-Off) - Issara Kachaiwong (ACBS-Asienmeister) - Mohammed Shehab (ACBS-Vizeasienmeister) - Passakorn Suwannawat (ACBS-U21-Asienmeister) - Dene O’Kane (OBSF-Ozeanienmeister) Qualifikation über Nationalverbände - James Leadbetter (Englische Nominierung 1) - Peter Lines (Englische Nominierung 2) - Robert Stephen (Schottische Nominierung) - Jamie Jones (Walisische Nominierung) - David Morris (Irische Nominierung) - Dermot McGlinchey (Nordirische Nominierung) Qualifikation über WPBSA Wildcard - Sean Storey - Alex Borg |